# Danilo Lazović
Danilo Lazović (serbisch-kyrillisch Данило Лазовић; * 25. November 1951 in Brodarevo; † 24. März 2006 in Belgrad) war ein serbischer Schauspieler.
Seit seiner Rolle in der TV-Serie Dimitrije Tucovic (ab 1973) war ein in über achtzig Film- und Fernsehproduktionen zu sehen. Bekannt war vor allem Jagoda im Supermarkt (2002). Zuletzt trat er in den Serien Stizu Dolari und Stizu Dolari 2 in der Rolle des Laka Jovanovic auf.
Neben der Filmarbeit war Lazović Theaterschauspieler, unter anderem im Ensemble des Zvezdara Theaters.

## Filmografie (Auswahl)
- 1976: Sturmtrupp in die Hölle (Vrhovi zelengore)